# (35174) 1993 TV13
1993 TV13 (asteroide 35174) é um asteroide da cintura principal. Possui uma excentricidade de 0.19317680 e uma inclinação de 2.36709º.
Este asteroide foi descoberto no dia 9 de outubro de 1993 por Eric Walter Elst em La Silla.